# Istruzione secondaria
L'istruzione secondaria è comunemente il secondo ciclo di istruzione, preceduto dalla scuola primaria.

## Definizione
(UNESCO, Secondary Education Reform: Towards a Convergence of Knowledge Acquisition and Skills Development, 2005)
La classificazione internazionale standard dell'istruzione (ISCED) del 1997 descrive sette livelli che possono essere utilizzati per confrontare l'istruzione a livello internazionale. All'interno di un paese questi possono essere implementati in modi diversi, con diversi livelli di età e denominazioni locali. I sette livelli sono:
- Livello 0 – Istruzione prescolare
- Livello 1 – Istruzione primaria o primo ciclo dell'istruzione di base
- Livello 2 – Scuola secondaria inferiore o secondo ciclo dell'istruzione di base
- Livello 3 – Istruzione secondaria (superiore).
- Livello 4 – Istruzione post-secondaria non terziaria
- Livello 5 – Primo ciclo di istruzione terziaria
- Livello 6 – Seconda fase dell'istruzione terziaria

All'interno di questo sistema, i livelli 1 e 2, ovvero l'istruzione primaria e secondaria inferiore, formano insieme l'istruzione di base. Oltre a ciò, i governi nazionali possono attribuire l'etichetta di istruzione secondaria ai livelli da 2 a 4 insieme, ai livelli 2 e 3 insieme o al solo livello 2. Queste definizioni di livello sono state raccolte per scopi statistici e per consentire la raccolta di dati comparativi a livello nazionale e internazionale. Sono stati approvati dalla Conferenza generale dell'UNESCO nella sua 29ª sessione nel novembre 1997. Sebbene possano essere datati, forniscono un insieme universale di definizioni e rimangono invariati nell'aggiornamento del 2011.
L'inizio dell'istruzione secondaria inferiore è caratterizzato dal passaggio dall'insegnante di classe unica, che consegna tutti i contenuti a una coorte di alunni, a uno in cui i contenuti sono forniti da una serie di specialisti della materia. Il suo obiettivo educativo è quello di completare l'offerta di istruzione di base (completando così l'erogazione delle competenze di base) e di gettare le basi per l'apprendimento permanente.
È probabile che l'istruzione secondaria inferiore mostri questi criteri:
- ingresso dopo circa 6 anni di istruzione primaria
- il requisito per insegnanti più altamente qualificati che insegnino solo all'interno della loro specializzazione
- uscita dai corsi di livello 3, o formazione professionale, o occupazione dopo 9 o più anni totali di istruzione.

La fine dell'istruzione secondaria inferiore spesso coincide con la fine dell'istruzione obbligatoria nei paesi in cui esiste.
L'istruzione secondaria (superiore) inizia al termine dell'istruzione di base, definita anche come completamento dell'istruzione secondaria inferiore. L'obiettivo educativo varia in base agli interessi dello studente e alla direzione futura. L'istruzione a questo livello è generalmente volontaria.
È probabile che l'istruzione secondaria (superiore) mostri questi criteri:
- ingresso dopo circa 9 anni di istruzione di base
- l'età tipica all'ingresso è tra i 14 ei 16 anni
- tutti gli insegnanti hanno qualifiche di livello 5 nella materia che insegnano
- uscita ai corsi di livello 4 o 5 o all'occupazione diretta.

Più materie possono essere abbandonate e si verifica una maggiore specializzazione. Il completamento dell'istruzione secondaria (superiore) fornisce i requisiti di accesso all'istruzione terziaria di livello 5, i requisiti di accesso all'istruzione tecnica o professionale (livello 4, corso non terziario) o l'accesso diretto al mondo del lavoro.
Nel 2012 l'ISCED ha pubblicato un ulteriore lavoro sui livelli di istruzione in cui ha codificato percorsi particolari e ridefinito i livelli terziari. L'istruzione secondaria inferiore e l'istruzione secondaria (superiore) potrebbero durare tra i 2 ei 5 anni, e la transizione tra due spesso sarebbe quando agli studenti fosse concessa una scelta di materia.

## Storia
Una forma di educazione per gli adolescenti si rende necessaria in tutte le società che hanno un alfabeto e sono impegnate nel commercio. Nell'Europa occidentale, l'istruzione secondaria formale può essere fatta risalire alle riforme educative ateniesi del 320 a.C. Sebbene la loro civiltà fosse eclissata e fossero ridotti in schiavitù, gli insegnanti ateniesi ellenistici erano apprezzati nel sistema romano. Le scuole di retorica romana ed ellenistica insegnavano le sette arti e scienze liberali: grammatica, retorica, logica, aritmetica, geometria, musica e astronomia, che erano considerate una preparazione allo studio a livello terziario di teologia, diritto e medicina. I ragazzi sarebbero stati preparati ad entrare in queste scuole da tutor privati a casa. Le ragazze avrebbero ricevuto solo lezioni a casa.
L'Inghilterra fornisce un buon caso di studio. Quando Agostino di Canterbury vi portò il cristianesimo nel 597, non esistevano scuole. Aveva bisogno di sacerdoti addestrati per dirigere le funzioni religiose e di ragazzi che cantassero nel coro. Dovette creare sia le scuole di grammatica che insegnassero il latino, per consentire agli inglesi di studiare per il sacerdozio, sia le scuole di canto (scuole di coro) che formassero i "figli dei gentiluomini" a cantare nei cori delle cattedrali. Nel caso di Canterbury (597) e Rochester (604), entrambi esistono ancora. Beda nella sua Storia ecclesiastica (732) racconta che la scuola di Canterbury insegnava più della "lettura e comprensione del latino previste", ma "le regole della metrica, dell'astronomia e del computo così come le opere dei santi'. Anche in questa fase c'era tensione, poiché la chiesa era preoccupata che la conoscenza del latino avrebbe dato allo studente l'accesso a testi non cristiani che non avrebbe voluto che leggessero.
Nel corso dei secoli che hanno portato al rinascimento e alla riforma, la chiesa è stata il principale fornitore di istruzione secondaria. Varie invasioni e scismi all'interno della chiesa di controllo hanno sfidato il fulcro delle scuole, e il curriculum e la lingua dell'insegnamento sono aumentati e diminuiti. Dal 1100, con la crescita dei paesi, furono fondati i licei 'liberi' della chiesa, e alcuni licei ecclesiastici furono affidati ai laici. Furono fondate università che non si limitavano a formare studenti per il sacerdozio.

### Rinascimento e Riforma
Mentre nell'Europa continentale il Rinascimento ha preceduto la Riforma, le condizioni locali in Inghilterra hanno fatto sì che la Riforma venisse prima. La Riforma consisteva, tra l'altro, nel permettere ai laici di interpretare la Bibbia a modo loro senza l'intervento dei sacerdoti, e preferibilmente in volgare. Ciò ha stimolato la fondazione di scuole di grammatica gratuite, che cercavano un curriculum meno vincolato. La colonizzazione richiedeva navigazione, misurazione, lingue e abilità amministrative. I laici volevano che queste fossero insegnate ai loro figli. Dopo che Gutenberg nel 1455 ebbe acquisito padronanza della stampa a caratteri mobili in metallo e Tyndale ebbe tradotto la Bibbia in inglese (1525), Il latino divenne un'abilità riservata alla chiesa cattolica e ai figli della nobiltà conservatrice. Cominciarono ad essere istituite scuole per i figli di mercanti in Europa e anche nelle colonie, ad esempio la Boston Latin Grammar School (1635).
Comenius (1592-1670), un protestante della Moravia propose un nuovo modello di educazione, dove le idee venivano sviluppate dal familiare al teorico piuttosto che attraverso la ripetizione, dove le lingue venivano insegnate in volgare e sostenevano l'educazione universale. Nella sua Didactica Magna (Grande Didattica), ha delineato un sistema di scuole che è l'esatta controparte di molti sistemi scolastici occidentali: scuola materna, scuola elementare, scuola secondaria, collegio a sei classi, università. Some Thoughts Concerning Education (1693) di Locke sottolineava l'importanza di una più ampia formazione intellettuale, sviluppo morale e tempra fisica.
I licei dell'epoca si possono classificare in tre gruppi: i nove licei principali, sette dei quali convitti che conservavano il curriculum tradizionale dei classici, e servivano per lo più «l'aristocrazia e la signoria»; la maggior parte dei vecchi licei dotati che servivano un'ampia base sociale nelle loro immediate località che si attenevano anche al vecchio curriculum; i licei situati nelle città più grandi, al servizio delle famiglie di mercanti e commercianti che hanno abbracciato il cambiamento.

### Industrializzazione
Durante il XVIII secolo la loro base sociale si allargò e il loro curriculum si sviluppò, in particolare in matematica e scienze naturali. Ma questa non era un'istruzione universale ed era autoselezionata in base alla ricchezza La rivoluzione industriale ha cambiato le cose. L'industria richiedeva una forza lavoro istruita in cui tutti i lavoratori dovevano aver completato un'istruzione di base. In Francia, Luigi XIV, lottò per il controllo dell'istruzione dai gesuiti, Condorcet istituì Collèges per l'istruzione secondaria inferiore universale in tutto il paese, poi Napoleone istituì un sistema regolamentato di Lycee. In Inghilterra, il Factory Act di Robert Peel del 1802 richiedeva a un datore di lavoro di fornire istruzione in lettura, scrittura e aritmetica durante almeno i primi quattro anni dei sette anni di apprendistato. Lo stato aveva accettato la responsabilità dell'istruzione di base dei poveri. La fornitura di posti scolastici rimase inadeguata, quindi un Ordine del Consiglio datato 10 aprile 1839 creò il Comitato del Consiglio privato per l'istruzione.

### Istruzione universale
C'era una notevole opposizione all'idea che i bambini di tutte le classi dovessero ricevere un'istruzione di base, tutte le iniziative come le scuole industriali e le scuole domenicali erano inizialmente un'iniziativa privata o ecclesiastica. Con la Grande Esposizione del 1851, divenne chiaro quanto fosse caduto indietro il sistema educativo inglese.
Tre rapporti sono stati commissionati per esaminare l'istruzione dei bambini delle classi superiori, medie e lavoratrici. La Commissione Clarendon ha cercato di migliorare le nove grandi scuole pubbliche. La Commissione Taunton ha esaminato i 782 licei dotati (privati e pubblici). Hanno trovato una qualità variabile e una copertura geografica irregolare, con due terzi di tutte le città che non hanno una scuola secondaria. Non c'era una concezione chiara dello scopo dell'istruzione secondaria. C'erano solo tredici scuole femminili e le loro lezioni erano superficiali, disorganizzate e non scientifiche. Raccomandavano un sistema di scuole di primo grado mirate a un'età di uscita di 18 anni come preparazione per i ragazzi della classe medio-alta che entrano all'università, di seconda elementare mirate a un'età di uscita di 16 anni per i ragazzi che si preparano per l'esercito o le nuove professioni, e la terza elementare mirata a un'età di 14 anni per i ragazzi di piccoli fittavoli, piccoli commercianti e artigiani superiori. Ciò ha portato al 1869 Endowed Schools Act che sosteneva che le ragazze dovrebbero godere della stessa educazione dei ragazzi.
La Commissione di Newcastle ha indagato "sullo stato dell'istruzione pubblica in Inghilterra e per considerare e riferire quali misure, se del caso, sono necessarie per l'estensione di un'istruzione elementare solida ed economica a tutte le classi della popolazione". Ha prodotto il Newcastle Report del 1861 e questo ha portato al 1870 Elementary Education Act (Forster Act).
I consigli scolastici istituiti dal 1870 Elementary Education Act (Forster Act) e furono fermati dal fornire istruzione secondaria dal Cockerton Judgment del 1899. L'età di fine scuola in questo momento era di 10 anni. L'istruzione obbligatoria è stata estesa all'età di 12 anni. I nuovi Enti Scolastici Locali (LEA) che sono stati formati dai consigli scolastici; ha iniziato ad aprire scuole elementari di grado superiore (ISCED Level2) o scuole di contea per integrare le scuole di grammatica dotate. A queste LEA fu permesso di costruire scuole secondarie di secondo grado che divennero principalmente le future scuole secondarie moderne.

Nel "Regolamento per le scuole secondarie del 1904", il Board of Education ha stabilito che le scuole secondarie dovrebbero offrire:
L'Education Act 1918 (Fisher Act) ha esteso l'istruzione obbligatoria a tempo pieno a 14 anni e ha raccomandato l'istruzione obbligatoria a tempo parziale da 14 a 18 anni. undici, istituendo scuole primarie e secondarie.
Le Nazioni Unite, fondate nel 1947, erano impegnate nell'istruzione per tutti, ma la definizione era difficile da formulare. La Dichiarazione universale dei diritti dell'uomo (1948) dichiarava che l'istruzione elementare e fondamentale, che non definiva, era un diritto di cui tutti godevano. L'Education Act 1944 (Butler Act) ha apportato modifiche radicali al finanziamento dell'istruzione statale utilizzando il sistema tripartito, ma non è stato consentito di affrontare le scuole private. Ha introdotto il livello GCE "O" a 16 anni e "A" a 18, ma ha alzato solo l'età di fine scuola fino a 15 anni, rendendo l'esame inaccessibile alla maggioranza. Ma un anno di istruzione secondaria ISCED di livello 3 (superiore) era obbligatorio e gratuito.
Nel 1972 il tasso di abbandono scolastico è stato portato a 16. L'Education and Skills Act 2008, quando è entrato in vigore nell'anno accademico 2013, richiedeva inizialmente la partecipazione a qualche forma di istruzione o formazione fino all'anno scolastico in cui il bambino compiva 17 anni, seguito dall'età che viene innalzata al 18º compleanno del giovane nel 2015. Questo è stato indicato come innalzamento dell'"età di partecipazione" per distinguerla dall'età di fine scuola che rimane a 16 anni. Così il Regno Unito sta seguendo le linee guida dell'istruzione secondaria di livello ISCED 3 (superiore).

## Diritto all'istruzione secondaria
Le Nazioni Unite erano forti nel loro impegno per l'istruzione per tutti, ma caddero in difficoltà linguistiche nel definire tale diritto.
La Dichiarazione universale dei diritti umani (1948) dichiarava che l'istruzione elementare e fondamentale era un diritto di cui tutti godevano, ma ancora una volta non poteva definire né l'istruzione elementare né quella fondamentale.
Si presumeva che l'istruzione elementare fosse l'istruzione di base - il diritto per i bambini - e l'istruzione fondamentale fosse un diritto per i lavoratori, ma per un avvocato la definizione non è né qualitativa (indicando cosa significa istruzione) né quantitativa dicendo quando inizia e quando è completato. Il termine secondario non è definito o menzionato. Insieme, ciò ha consentito ai paesi di terminare l'istruzione di base gratuita, obbligatoria a 11 anni o di continuare l'istruzione solo dopo le undici anni per i ragazzi.

L'articolo 28 della Convenzione sui diritti dell'infanzia (1989) affermava che l'istruzione primaria dovrebbe essere gratuita e obbligatoria mentre diverse forme di istruzione secondaria, inclusa l'istruzione generale e professionale, dovrebbero essere disponibili e accessibili a tutti i bambini. L'istruzione gratuita dovrebbe essere fornita e l'assistenza finanziaria offerta in caso di necessità. Nel 1990, a Jomtien (una città sulla costa orientale del Golfo di Thailandia) si cercò nuovamente di definire il contenuto dell'istruzione di base e come dovrebbe essere erogata. L'“istruzione di base” è definita come “un'azione volta a soddisfare i “bisogni di apprendimento di base”. La "scuola primaria" è considerata "il principale sistema di erogazione dell'istruzione di base". Ciò è spiegato in Principles for Action che afferma:
Il presupposto che la formazione delle conoscenze di base e delle abilità di vita per i giovani fosse la funzione dell'istruzione secondaria. Questo è stato codificato dai documenti ISCED. L'obiettivo 2 del Dakar Framework for Action 2010 afferma: Garantire che entro il 2015 tutti i bambini, in particolare le ragazze, i bambini in circostanze difficili e quelli appartenenti a minoranze etniche, abbiano accesso e completino l'istruzione gratuita e obbligatoria (primaria nel senso di base) di buona qualità. L'obiettivo 5 del Dakar Framework for Action 2010 afferma: eliminare le disparità di genere nell'istruzione primaria e secondaria entro il 2005 e raggiungere l'uguaglianza di genere nell'istruzione entro il 2015, con particolare attenzione a garantire alle ragazze il pieno ed equo accesso e il conseguimento di un'istruzione di base di buona qualità.
Nel 1996, il Consiglio d'Europa ha adottato la Carta sociale europea riveduta, che garantisce l'istruzione secondaria.
Malala Yousafzai, vincitrice del premio Nobel per la pace, in un'intervista del 2017 ha dichiarato: 
Nel 2017, Human Rights Watch ha adottato una politica che invita gli Stati ad adottare misure immediate per garantire che l'istruzione secondaria sia accessibile a tutti gratuitamente e obbligatoria fino alla fine della scuola secondaria inferiore. Si trattava di un appello affinché l'istruzione secondaria fosse inclusa nel nucleo minimo del diritto all'istruzione e vista come un obbligo immediato.

## Direzioni future per l'istruzione secondaria
L'UNESCO ritiene che, per preparare i giovani alla vita e al lavoro in un mondo in rapida evoluzione, i sistemi di istruzione secondaria debbano essere riorientati per impartire un ampio repertorio di abilità per la vita. Queste abilità dovrebbero includere le competenze chiave generiche, le capacità pratiche non specifiche dell'occupazione, le TIC, la capacità di apprendere in modo indipendente, di lavorare in gruppo, l'imprenditorialità e la responsabilità civica.
Possono essere meglio instillati attraverso un periodo di apprendimento di base condiviso e rinviando il più a lungo possibile l'orientamento degli studenti nei flussi accademici e professionali, e quindi dovrebbe esserci flessibilità per garantire la libera circolazione degli studenti tra i flussi in base alle loro attitudini e inclinazioni. L'accreditamento in un indirizzo dovrebbe avere pari riconoscimento nell'altro così come per l'accesso all'istruzione superiore. Ciò doterà i giovani di competenze multiple in modo che siano pronti a entrare e rientrare nel mondo del lavoro più volte nella loro vita lavorativa, come lavoratori subordinati o imprenditori autonomi, e a riqualificarsi quando le loro competenze diventano obsolete.
Riconosce che non esiste un unico modello adatto a tutti i paesi, o anche a tutte le comunità di un dato paese. La politica dell'istruzione secondaria dovrebbe essere costantemente rivista per stare al passo con i cambiamenti scientifici e tecnologici, economici e sociali.

### Promuovere lo Stato di diritto
L'adolescenza è associata a un periodo di crescita significativa in cui l'identità, l'appartenenza e la socializzazione, soprattutto tra i gruppi di pari, sono particolarmente importanti. Le scuole secondarie svolgono un ruolo importante nella socializzazione dei giovani, nello sviluppo e nella formazione delle loro idee e del loro approccio alla giustizia, alla democrazia e ai diritti umani.
I sistemi educativi che promuovono l'educazione alla giustizia, ovvero il rispetto dello stato di diritto (RoL) insieme ai diritti umani internazionali e alle libertà fondamentali rafforzano il rapporto tra studenti e istituzioni pubbliche con l'obiettivo di responsabilizzare i giovani a diventare campioni di pace e giustizia. Gli insegnanti sono in prima linea in questo lavoro e, insieme alle famiglie, svolgono un ruolo formativo nel plasmare il futuro degli atteggiamenti e dei comportamenti dei giovani.

### Educazione alla carriera e alla pianificazione della vita
Le attività di educazione alla carriera e alla pianificazione della vita (CLPE) e l'educazione allo sviluppo (carriera) si svolgono nelle scuole secondarie di Hong Kong. Il passaggio degli studenti dallo studio al lavoro è importante a Hong Kong e quindi viene fornita una formazione professionale nella scuola secondaria superiore in questo paese. Tuttavia, il job shadowing (un tipo di apprendimento sul posto di lavoro) non è ancora stato svolto nelle loro scuole secondarie.

## Nel mondo
Ogni paese ha sviluppato la forma di istruzione più appropriata per loro. Si cerca di confrontare l'efficacia utilizzando i risultati del PISA che, ogni tre anni, valuta il rendimento scolastico in matematica, scienze e lettura di un campione rappresentativo di 5000 quindicenni di ciascun paese.
Nomi per le scuole secondarie per paese
- Argentina: secundaria o polimodale, escuela secundaria[22]
- Australia: scuola superiore, college secondario (high school, secondary college)[23]
- Austria: Gymnasium (Ober- & Unterstufe), Hauptschule, Höhere Bundeslehranstalt (HBLA), Höhere Technische Lehranstalt (HTL)[24]
- Azerbaigian: orta məktəb[25]
- Bangladesh: Maddhomik Biddalay o scuola secondaria (classi 6-10)
- Bahamas, The: scuola media (junior high - classi 7–9 e senior high - classi 10–12)
- Belgio[26]: secundair onderwijs/école secondaire, humaniora/humanités[27]
- Bolivia: educación primaria superior[28] (classi 6–8) e educación secundaria, (classi 9–12)[29]
- Bosnia ed Erzegovina: srednja škola[30] (letteralmente scuola media), gimnazija[31] (ginnasio)
- Brasile: ensino médio[32] (ufficialmente), segundo grau (precedentemente)
- Brunei: principalmente sekolah menengah[33] (traduzione inglese: scuola secondaria), alcuni maktab[34] (traduzione inglese: college)
- Bulgaria: cредно образование[35] (classi 8-12)
- Canada[36]: High School, Junior High School o Middle School, Secondary School, École Secondaire, Collegiate Institute, Polyvalente
- Cile: enseñanza media[37]
- Cina: zhong xue[38] (中学; letteralmente, scuola media), composto da chu zhong (初中;初级中学; letteralmente scuola media di basso livello) dalle classi 7 a 9 e gao zhong (高中;高级中学; letteralmente scuola media di alto livello) dalle classi 10 a 12
- Colombia: bachillerato[39], segunda enseñanza[40] (letteralmente secondo apprendimento)
- Croazia: srednja škola[41] (letteralmente scuola media), gimnazija (ginnasio)
- Cipro: Γυμνάσιο[42] (ginnasio), Ενιαίο Λύκειο[43] (Liceo)
- Repubblica Ceca: střední škola[44] (letteralmente scuola media), gymnázium (ginnasio), střední odborné učiliště[45]
- Danimarca: ginnasio (gymnasium)
- Repubblica Dominicana: nivel medio, bachillerato[46]
- Egitto: Thanawya Amma[47] (ثانوية عامة), (certificato secondario pubblico)
- Estonia: scuola secondaria superiore, ginnasio, liceo (upper secondary school, gymnasium, Lyceum)[48]
- Fiji: scuola superiore, università
- Finlandia: lukio[49] (finlandese) gymnasium (svedese)
- Francia: collège (junior), lycée (senior)[50]
- Germania: Ginnasio, Gesamtschule, Realschule, Hauptschule, Fachoberschule[51]
- Grecia[52]: Γυμνάσιο (3 anni) (ginnasio), Γενικό Λύκειο (3 anni) (~1996, 2006~oggi), Ενιαίο Λύκειο (3 anni), (1997~2006) (liceo)
- Hong Kong[53]: Scuola secondaria (中學 zung1 hok6)
- Ungheria: gimnázium (scuola elementare), középiskola (scuola comprensiva, lett. "scuola media"), szakközépiskola[54] (scuola professionale secondaria, lett. "scuola media specificata")
- Islanda: framhaldsskóli[55] (menntaskóli, iðnskóli, fjölbrautaskóli) dal grado 11-13. Dopo la scuola elementare (classi da 1 a 10), gli studenti hanno la possibilità di entrare in un framhaldsskóli (lett. Scuola continua), che richiederà almeno 3 anni.
- India: scuola secondaria, scuola secondaria superiore (secondary school, higher secondary school)
- Indonesia: sekolah menengah atas[56] (SMA) (lett. "scuola media superiore"), sekolah menengah pertama (SMP) (lett. "prima scuola media"), sekolah menengah kejuruan (SMK) (scuola professionale, lett. "scuola professionale media ")
- Irlanda: Meánscoil[57] o Scuola Secondaria (Secondary School)
- Iran[58]: Madrese Rahnamaie (مدرسه راهنمایی), (certificato secondario pubblico)
- Israele[59]: Bet Sefer Tichon (בית ספר תיכון) (letteralmente scuola media, ma in realtà classi 9-12)
- Italia[60]: scuola secondaria di primo grado (3 anni) + scuola secondaria di secondo grado (5 anni): Liceo, Istituto Tecnico e Istituto professionale
- Giamaica[61]: High School (scuola pubblica 7–13), college (scuole sovvenzionate 7–13)
- Giappone: chūgakkō (中学校; letteralmente scuola media), kōtōgakkō (高等学校; letteralmente scuola superiore), chūtōkyōikugakkō (中等教育学校; scuola secondaria) - Nel sistema educativo pre- Meiji, l'equivalente era chiamato "chūsei"
- Lettonia: vidusskola[62] (letteralmente scuola media)
- Liechtenstein[63]: ginnasio
- Lituania: vidurinė mokykla[64] (letteralmente scuola media), gimnazija (ginnasio), licėjus (liceo)[65]
- Macao: Escola secundária[66] (中學 zung1 hok6): le scuole con sezioni secondarie hanno Ensino secundário (中學教育 zung1 hok6 gaau3 juk6)
- Malesia: scuola secondaria o sekolah menengah[67], a volte si usa scuola superiore (secondary school o high school)
- Malta: skola sekondarja[68] o scuola secondaria (secondary school)
- Messico[69]: educación secundaria y preparatoria
- Mongolia: бүрэн дунд сургууль[70]
- Marocco[71]: In arabo: Junior: Madrasa I'dadia Ta'hilia" (مدرسة إعدادية تأهيلية / scuola di qualificazione preparatoria); Senior: Madrasa I'dadia Thanawia" (مدرسة إعدادية ثانوية / scuola secondaria di preparazione) - In francese: lycée
- Paesi Bassi[72]: middelbare school o voortgezet onderwijs
- Nuova Zelanda[73]: liceo, college o scuola secondaria (high school, college o secondary school)
- Nigeria[74]: scuola secondaria, scuola secondaria inferiore o superiore (Secondary school, Junior o senior secondary school)
- Norvegia: videregående skole[75]
- Pakistan[76]: scuola secondaria, scuola secondaria superiore (secondary school, higher secondary school)
- Paraguay: educación media
- Perù[77]: educación secundaria o escuela secundaria
- Filippine: mataas na paaralan[78]; può essere suddiviso in "scuola media inferiore" (classi 7-10) e "scuola superiore" (classi 11-12)
- Polonia: liceum (classi 9-12), technikum[79] (scuola secondaria tecnica)
- Portogallo: 2º Ciclo do Ensino Básico[80] (classi 5a e 6a), 3º Ciclo do Ensino Básico[81] (classi dalla 7ª alla 9ª) e Ensino Secundário, Liceu (classi dalla 10ª alla 12ª)
- Romania: gimnaziu[82] (classi 5–8), liceu[83] (classi 9–12)
- Russia[84]: средняя школа (letteralmente scuola media); classi 5–9 scuola media inferiore (obbligatoria), classi 10–11 scuola media superiore (volontaria)
- Serbia[85]: ginnasio (4 anni), scuole professionali (4 anni), scuole professionali (3 o 4 anni)
- Slovacchia: gymnázium[86] (ovvero gymnasium, tradotto anche come scuola elementare o scuola superiore)
- Slovenia: gimnazija (ginnasio), srednja šola[87] (letteralmente scuola media)
- Sudafrica: High School o Hoërskool[88]
- Corea del Sud[89][90]: 중고등학교 (中高等學校・Chung'godŭnghakkyo), 중등교육 (Cungdŭng'gyoyuk; letteralmente istruzione media), comprendente 중학교 (Chunghakkyo; la scuola secondaria inferiore, anni 7-9, anche se indicati come "classi della scuola media 1–3") e 고등학교 (Kodŭnghakkyo; la scuola secondaria superiore, anni 10-12, sebbene indicata come "classi di scuola superiore 1–3")
- Spagna[91][92]: educación secundaria, composta da due cicli: ESO (Educación Secundaria Obligatoria, istruzione secondaria obbligatoria, 4 anni, dal 7º al 10º grado) e bachillerato (istruzione secondaria non obbligatoria, 2 anni, 11º e 12º grado); precedentemente (per i nati fino al 31 dicembre 1983) l'istruzione primaria comprendeva fino all'8º anno e l'istruzione secondaria era composta da due cicli non obbligatori: BUP (Bachillerato Unificado Polivalente, 3 anni, dal 9º all'11º grado) e COU (Curso de Orientación Universitaria, 1 anno, 12º grado)
- Sri Lanka[93]: scuola secondaria di primo grado (junior secondary school, senior secondary school)
- Svezia[94]: ginnasio
- Svizzera[95][96]: ginnasio, scuola secondaria, collège o lycée
- Taiwan[97]: Scuola media inferiore (國民中學), Scuola superiore superiore (高級中學), Scuola superiore professionale (高級職業中學), Scuola militare (軍校) e Scuola superiore completa (完全中學).
- Thailandia: matthayommasueksa (มัธยมศึกษา; lett. "Istruzione secondaria")[98]
- Trinidad e Tobago[99]: scuola secondaria, moduli da 1 a 5 (5 anni) o moduli da 1 a 6 (7 anni)
- Turchia: Lisa
- Ucraina[100]: середня школа (letteralmente scuola media); classi 5–9 scuola media inferiore (obbligatoria), classi 10–12 scuola media superiore (volontaria)
- Regno Unito[101]
  - Inghilterra e Galles: scuola secondaria (può essere indicata come scuola superiore, in inglese secondary school)
  - Irlanda del Nord: scuola secondaria o scuola di grammatica (secondary school o grammar school)
  - Scozia: liceo o accademia (high school o academy)
- Stati Uniti[102][103]: scuola superiore (Nord America - High school) (di solito classi 9–12 ma a volte 10–12, è anche chiamata senior high school) è sempre considerata istruzione secondaria; la scuola media inferiore o la scuola media (6–8, 7–8, 6–9, 7–9 o altre varianti, in inglese junior high school o intermediate school o middle school) sono talvolta considerate istruzione secondaria.
- Uruguay: Liceo o Secundaria (3 anni di scuola dell'obbligo: Ciclo Básico; e 3 anni di specializzazione: Bachillerato Diversificado[104], in: Lettere (Giurisprudenza o Economia), Biologia (Medicina o Agronomia), Scienze (Ingegneria o Architettura) e Arte
- Venezuela: bachillerato
- Vietnam: Trung học cơ sở (abbreviato THCS, letteralmente "basic middle school", equivalente alla scuola media negli Stati Uniti); trung học phổ thông[105] (abbr. THPT, lett. "scuola media generale", equivalente alla scuola superiore negli Stati Uniti)

In diversi Stati del mondo, e nella scala dell'ISCED, si suddivide in due parti, una prima parte ad indirizzo unico di durata solitamente triennale, e una seconda parte di durata quadriennale o quinquennale a indirizzo liceale, professionale, artistico o tecnico; l'Italia è un esempio di questo modello.

### Argentina
L'istruzione secondaria è gratuita e obbligatoria.

### Egitto
La scuola secondaria, pubblicamente nota come Thanawya Amma (ثانوية عامة), ha una durata di tre anni dopo la quale lo studente, a seconda del punteggio ottenuto negli ultimi due anni, può accedere a un livello superiore di educazione in una università o, se il livello non è sufficiente, in una istituzione che fornisce certificati di livello inferiore a quelli universitari.

### Italia
L'istruzione secondaria in Italia ha una durata di otto anni ed è divisa in due distinti gradi:
- la scuola secondaria di primo grado, nota anche come "scuola media"
- la scuola secondaria di secondo grado, generalmente nota anche come "scuola superiore".

La scuola secondaria ha un obbligo di frequenza sino ai 16 anni di età.